# Красильников, Александр Александрович
Алекса́ндр Алекса́ндрович Краси́льников (1861—1931) — заведующий Заграничной агентурой Департамента полиции (Охранное отделение).

## Биография
Родился 6 февраля 1861 года в Санкт-Петербурге в семье почётного гражданина, царскосельского купца 1-й гильдии Александра Фёдоровича Красильникова4 мать — Жозефина Иосифовна.
После окончания Николаевского кавалерийского училища, с 1844 года — корнет лейб-гвардии конного полка. В 1901 году вышел в отставку в чине отставного штаб-ротмистра гвардии.
В 1909 году по протекции П. Г. Курлова, который хорошо знал его по совместной службе в Конногвардейском полку, начал службу по ведомству Министерства внутренних дел; в ноябре был командирован в Париж, на должность заведующего Заграничной агентурой департамента полиции. С 1911 года считался чиновником особых поручений при министре внутренних дел, продолжая жить в Париже и исполнять обязанности заведующего агентурой.
К февралю 1917 года под началом Красильникова числилось 32 секретных сотрудника, из которых 27 проходили по общему списку, а 5 находились в его специальном распоряжении; 15 из них приходилось на Францию, 5 человек работало в Швейцарии, 3 человека — на территории США, один — в Скандинавии и один — в Голландии. Деятельность эсеров отслеживало 39 человек, анархистов и социал-демократов — по 10 человек; в разное время 9 человек следили за деятельностью В. Л. Бурцева.
Узнав об отречении Николая II, Красильников распустил сотрудников, запер и опечатал в присутствии русского посла в Париже А. П. Извольского помещение канцелярии и архива Заграничной агентуры. Явившиеся через некоторое время сюда для официального её закрытия члены так называемой комиссии Временного правительства, интересовавшиеся, главным образом, содержанием архива агентуры, нашли его, к своему удивлению, в полном порядке. Вскоре, правда, выяснилось, что прежде чем опечатать помещение, Красильников часть наиболее конфиденциальных бумаг всё же изъял. Однако от сотрудничества с комиссией он не отказался, дав ей подробнейшие показания, хотя, естественно, принудить к этому его никто не мог. Удалось вернуть, благодаря выказанной им лояльности Временному правительству, и некоторые из вывезенных им архивных документов.
После 1917 года Красильников занялся банковским делом и проживал в 1920-е годы в Бельгии. Умер в 1931 году.